# Kalissus nitidus
Kalissus nitidus (лат.) — вид мелких жуков-стафилинид рода Kalissus из подсемейства Micropeplinae. Северная Америка.

## Распространение
Канада (остров Ванкувер, Британская Колумбия), США (Сиэтл, штат Вашингтон).

## Описание
Длина 1,5—1,6 мм, ширина 0,9 мм. Тело широко-овальное, блестящее, основная окраска красновато-коричневая. Надкрыльями с продольными рёбрами. Усики 9-члениковые с крупным шаровидной формы последним сегментом. Лапки из 3 члеников. Формула щупиков 4,3. Обитают в подстилочном влажном слое лесов, по краям водоёмов. Предположительно, как и другие сходные группы микропеплин питаются спорами и гифами плесневых грибов. От близких родов Micropeplus и Peplomicrus отличается отсутствием абдоминальных паратергитов. Вид был впервые описан в 1874 году американским натуралистом Джоном Иттоном Леконтом (John Eatton Leconte, 1784—1860).